# 天宝 (呉越)
天宝（てんほう）は、五代十国時代の十国のひとつ呉越において銭鏐の治世で用いられた元号。908年 - 912年。

## 西暦・干支との対照表
| 天宝 | 元年  | 2年   | 3年   | 4年   | 5年   |
| 西暦 | 908年 | 909年 | 910年 | 911年 | 912年 |
| 干支 | 戊辰  | 己巳  | 庚午  | 辛未  | 壬申  |